# Catanzaro (provins)
Catanzaro är en provins i regionen Kalabrien i Italien. Catanzaro är huvudort i provinsen. Provinsen bildades 1860 ur provinsen Calabria Ulteriore Seconda när Kungariket Sardinien annekterade Kungariket Bägge Sicilierna.

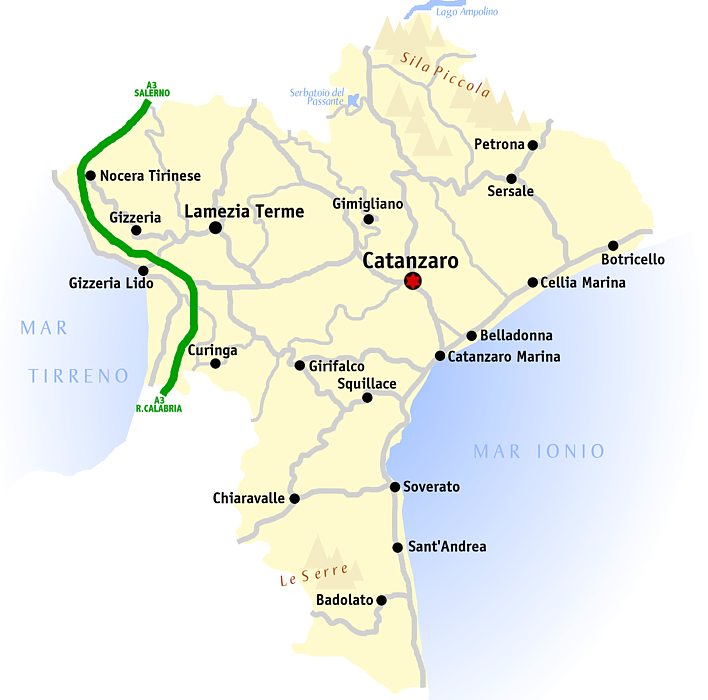
Karta över provinsen

## Administration
Provinsen Catanzaro är indelad i 80 comuni (kommuner). Alla kommuner finns i lista över kommuner i provinsen Catanzaro.